# Liste der Orgeln im Landkreis Bautzen
In der Liste der Orgeln im Landkreis Bautzen sind die erhaltenen historischen Pfeifenorgeln sowie Orgelneubauten in der Stadt Bautzen und im Landkreis Bautzen erfasst. Die Liste ergänzt den Hauptartikel Orgellandschaft Sachsen, wo sich weitere Literatur findet.

## Orgelliste
Die erste Spalte zeigt den Ort (Stadt, Stadtteil, Gemeinde bzw. Ortsteil) an. Die zweite Spalte gibt das jeweilige Gebäude (Kirche) an, in der sich die Orgel befindet. In der vierten Spalte sind der Erbauer der Orgel (und die Opuszahl des Werks) angeführt. In der sechsten Spalte bezeichnet die römische Zahl die Anzahl der Manuale, ein großes „P“ ein selbstständiges Pedal. Die arabische Zahl gibt die Anzahl der klingenden Register an. Die letzte Spalte bietet Angaben zum Erhaltungszustand sowie Links mit weiterführender Information.
| Ort                                          | Gebäude                                                         | Bild | Orgelbauer                                   | Jahr      | Manuale | Register | Bemerkungen |
| -------------------------------------------- | --------------------------------------------------------------- | ---- | -------------------------------------------- | --------- | ------- | -------- | --- |
| Bautzen                                      | Dom St. Petri (evangelischer Teil) (Lage)                       |      | Hermann Eule, Bautzen, Opus 119              | 1910      | III/P   | 62       | Jugendstil-Prospekt von Fritz Schumacher, 2018 Rekonstruktion → Orgel bzw. hier |
| Bautzen                                      | Dom St. Petri (katholischer Teil)                               |      | Leopold Kohl Bautzen                         | 1865/66   | II/P    | 32       | Umbauten 1927 und 1938 → Orgel bzw. hier |
| Bautzen                                      | Dom St. Petri (evangelischer Teil)                              |      | Hermann Eule, Bautzen, Opus 187              | 1935      | I       | 4        | kleine Orgel → Orgel sowie ein Orgelpositiv |
| Bautzen                                      | Dom St. Petri (evangelischer Teil)                              |      | Sang Ook No (Korea)                          | 2016      |         |          | Kleinorgel, 2016 von Sang Ook No (Korea) bei der Fa. Eule als Meisterstück gefertigt |
| Bautzen                                      | Dom St. Petri                                                   |      | Johannes Rohlf, Neubulach Opus 202           | 2019      | I       | 3        | → Truhenorgel bzw. hier |
| Bautzen                                      | Michaeliskirche Bautzen (Lage)                                  |      | Hermann Eule, Bautzen, Opus 442              | 1976      | II      | 32       | Orgel mit 1416 Pfeifen als Ersatz für die Eule-Orgel Opus 58 von 1893 → alte Orgel |
| Bautzen                                      | Liebfrauenkirche (Lage)                                         |      | Leopold Kohl, Bautzen                        | 1864      | II/P    | 18       | |
| Bautzen                                      | Liebfrauenkirche                                                |      | unbekannt                                    |           |         |          | Orgelpositiv |
| Bautzen                                      | Maria- und Martha-Kirche (Lage)                                 |      | Hermann Eule, Bautzen, Opus 526              | 1985      | II/P    | 34       | Orgel mit 2691 Pfeifen, teilweise unter Verwendung von Registern der Vorgängerorgel von 1891 → Orgel bzw. hier |
| Bautzen                                      | Taucherkirche (Lage)                                            |      | Leopold Kohl, Bautzen                        | 1857      | II/P    |          | 2007 generalüberholt von Hermann Eule, Bautzen |
| Bautzen                                      | Neuapostolische Kirche Bautzen (Lage)                           |      | Schuster & Sohn, Zittau                      | 1962      | II/P    | 16       | → Orgel |
| Bautzen                                      | Schiller-Gymnasium Bautzen, Aula (Lage)                         |      | Hermann Eule, Bautzen, Opus 552              | 1990      | II/P    | 14       | → Orgel |
| Bluno                                        | Kirche Bluno (Lage)                                             |      | Hermann Eule, Bautzen, Opus 257              | 1895      |         | 9        | 1949 erneuert, von 2019 bis 2021 wurde die Orgel saniert |
| Tätzschwitz                                  | Dorfkirche Tätzschwitz (Lage)                                   |      | Schuster & Sohn, Zittau                      | 1959      |         |          | [ 4 ] |
| Spreewitz                                    | Kirche Spreewitz (Lage)                                         |      | unbekannt                                    |           |         |          | |
| Lauta                                        | Stadtkirche Lauta (Lage)                                        |      | Hermann Eule, Bautzen, Opus 430              | 1972      | II/P    | 11       | |
| Laubusch                                     | Barbarakirche Laubusch (Lage)                                   |      | Wilhelm Sauer, Frankfurt (Oder)              | 1938      | II/P    | 22       | 2008 saniert |
| Schwarzkollm                                 | Marienkirche Schwarzkollm (Lage)                                |      | Schlag & Söhne, Schweidnitz                  | 1907      |         |          | |
| Hoyerswerda                                  | Pfarrkirche Heilige Familie (Lage)                              |      | Jehmlich, Dresden, Opus 684                  | 1953      | II/P    | 30       | Orgel mit ca. 2000 Pfeifen → Orgel |
| Hoyerswerda                                  | Johanneskirche Hoyerswerda (Lage)                               |      | Hermann Eule, Bautzen, Opus 306              | 1967      | III/P   | 26       | 2009 restauriert → Orgel |
| Wittichenau                                  | St. Mariä Himmelfahrt (Lage)                                    |      | Wilhelm Sauer, Frankfurt (Oder), Opus 2131   | 1981      | II/P    | 21       | → Orgel |
| Groß Särchen                                 | Kirche Groß Särchen (Lage)                                      |      | Ladegast & Sohn, Weißenfels, Opus 51         | 1868      | II/P    | 21       | 1995 durch die Fa. Eule (Bautzen) restauriert→ Orgel |
| Oßling                                       | Kirche Oßling (Lage)                                            |      | Hermann Eule, Bautzen, Opus 33               | 1885      | II/P    | 15       | [ 6 ] |
| Großgrabe                                    | Kirche Großgrabe (Lage)                                         |      | Hermann Eule, Bautzen, Opus 67               | 1895      | II/P    | 17       | → Orgel |
| Schwepnitz                                   | Kirche Schwepnitz (Lage)                                        |      | Gottlob Heinrich Nagel, Großenhain           | 1867      | II/P    | 18       | [ 6 ] |
| Cosel                                        | Kapelle Cosel (Lage)                                            |      | Hermann Eule, Bautzen, Opus 138              | 1913      | II/P    | 8        | [ 6 ] |
| Schmorkau, OT von Neukirch (bei Königsbrück) | Kirche Schmorkau (Lage)                                         |      | Jehmlich, Dresden                            | 1903      | II/P    | 14       | 2011 Generalüberholung durch Ekkehart Groß, Kubschütz → Orgel |
| Neukirch (bei Königsbrück)                   | Kirche Neukirch (Lage)                                          |      | Jehmlich, Dresden                            | 1912      | II/P    | 7        | [ 6 ] |
| Königsbrück                                  | Evangelische Hauptkirche Königsbrück (Lage)                     |      | Jehmlich, Dresden                            | 1949      | II      | 23       | bis 1948 Eule-Orgel Opus 51, 2016 generalüberholt |
| Königsbrück                                  | Kreuzerhöhungskirche (Lage)                                     |      | Jehmlich, Dresden                            | 1969      |         |          | |
| Höckendorf                                   | Dorfkirche Höckendorf (Lage)                                    |      | Johann Christoph Pfützner                    | 1754–1755 | I/P     | 10       | Orgel von Andreas Mager und Johann Christoph Pfützner, weitgehend erhalten |
| Oberlichtenau                                | Martinskirche Oberlichtenau (Lage)                              |      | Jehmlich, Dresden                            | 1912      | II/P    | 11       | [ 6 ] |
| Bischheim                                    | Kirche Bischheim (Lage)                                         |      | Friedrich Nikolaus Jahn, Dresden             | 1858      | II/P    | 21       | [ 6 ] |
| Gersdorf                                     | Kirche Gersdorf (Lage)                                          |      | Jehmlich, Dresden                            | 1955–1959 | II/P    | 15       | [ 6 ] |
| Reichenbach, OT von Haselbachtal             | Kirche Reichenbach (Lage)                                       |      | Gottlob Heinrich Nagel, Großenhain           | 1826–1830 | I/P     | 13       | [ 6 ] |
| Cunnersdorf                                  | Dorfkirche Cunnersdorf (Lage)                                   |      | Friedrich Jahn, Dresden                      | 1829      | I/P     | 10       | seit 1907 in Cunnersdorf, mehrfach umgebaut und umdisponiert, 1957 und 1966 repariert durch die Firma Hermann Eule (Bautzen) → Orgel |
| Kamenz                                       | St. Marien Kamenz (Lage)                                        |      | E. F. Walcker, Ludwigsburg                   | 1891      | III/P   | 42       | 1936 Umbau durch Eule (Bautzen), 2005 durch Ekkehart Groß (Waditz) generalüberholt führt → Orgel bzw. hier |
| Kamenz                                       | St. Marien Kamenz                                               |      | Carl August Kayser, Dresden                  | 1822      | I       | 6        | 1935 aus der Katechismuskirche (Kamenz) überführt → Orgelpositiv |
| Kamenz                                       | Klosterkirche St. Annen (Lage)                                  |      | Johann Gottlob Mende, Leipzig                | 1849/50   | II/P    | 26       | Orgel mit 1.728 Pfeifen, 1994 Restaurierung durch Fa. Groß & Soldan (Waditz bei Bautzen) → Orgel bzw. hier |
| Elstra                                       | Michaeliskirche Elstra (Lage)                                   |      | Abraham Strohbach                            | 1751–1755 | II/P    | 19       | 1838 und 1887 Generalreparatur, 1952 und 1992/93 Generalüberholung, 2014–2016 Restaurierung durch Jehmlich (Dresden) → Orgel |
| Prietitz, OT von Elstra                      | St. Georg Prietitz (Lage)                                       |      | Hermann Eule, Bautzen, Opus 23               | 1882      | I/P     | 6        | [ 6 ] |
| Ostro                                        | St. Benno Ostro (Lage)                                          |      | unbekannt                                    |           |         |          | |
| Panschwitz-Kuckau                            | Kloster St. Marienstern, Klosterkirche Mariä Himmelfahrt (Lage) |      | Hermann Eule, Bautzen, Opus 620              | 1997      | II/P    | 23       | Orgel mit 1326 Pfeifen → bzw. hier |
| Nebelschütz                                  | St. Martin Nebelschütz (Lage)                                   |      | Jehmlich, Dresden                            | 1912      | II/P    | 16       | → Orgel bzw. hier |
| Schmeckwitz                                  | Kirche Schmeckwitz (Lage)                                       |      | Groß & Soldan                                | 1995      | I/P     | 6        | [ 6 ] |
| Rosenthal                                    | Wallfahrtskirche Rosenthal (Maria in der Linde) (Lage)          |      | Jehmlich, Dresden, Opus 645                  | 1949      | III/P   | 40       | 1994 von den tschechischen Orgelbauern Josef Poukar und Jan Eliáš generalüberholt → Orgel |
| Ralbitz                                      | St. Katharina (Lage)                                            |      | Jehmlich, Dresden                            | 1947      | II/P    | 29       | 1992 Umbau, 2019 Neuintonation → Orgel |
| Crostwitz                                    | St. Simon und Judas Thaddäus (Lage)                             |      | Hermann Eule, Bautzen, Opus 555              | 1990      | II/P    | 31       | → Orgel bzw. hier |
| Göda                                         | St. Peter und Paul Göda (Lage)                                  |      | Hermann Eule, Bautzen, Opus 542              | 1988      | II/P    | 25       | Entwurf von Friedrich Press → Orgel bzw. hier |
| Göda                                         | St. Peter und Paul Göda                                         |      | Hermann Eule, Bautzen, Opus 538              | 1987      | I       | 4        | → Chororgel |
| Storcha                                      | Herz-Jesu-Kirche Storcha (Lage)                                 |      | Jehmlich, Dresden                            | 1889      | I/P     | 16       | → Orgel |
| Neschwitz                                    | Kirche Neschwitz (Lage)                                         |      | Hermann Eule, Bautzen, Opus 260              | 1950      | II/P    | 20       | 1996 generalüberholt |
| Königswartha                                 | Evangelische Kirche Königswartha (Lage)                         |      | Hermann Eule, Bautzen, Opus 77               | 1898      | II/P    | 20       | [ 6 ] |
| Königswartha                                 | Herz-Jesu-Kirche Königswartha (Lage)                            |      | Jehmlich, Dresden, Opus 726                  | 1996      | I/P     | 7        | → Orgel |
| Radibor                                      | Maria Rosenkranzkönigin (Lage)                                  |      | Hermann Eule, Bautzen, Opus 210              | 1938      | II/P    | 21       | → Orgel |
| Luppa                                        | Kirche Luppa (Lage)                                             |      | Hermann Eule, Bautzen, Opus 20               | 1880      | II/P    | 13       | [ 6 ] |
| Kleinwelka                                   | Herrnhuter Brüdergemeine, Betsaal Kleinwelka (Lage)             |      | Schuster & Sohn, Zittau                      | 1886      | II      | 21       | 1937 Umbau durch die Fa. Eule (Bautzen) als Opus 201 |
| Quatitz                                      | Kirche Quatitz (Lage)                                           |      | Hermann Eule, Bautzen, Opus 81               | 1899      | II/P    | 17       | [ 6 ] |
| Milkel                                       | Kirche Milkel (Lage)                                            |      | Schuster & Sohn, Zittau                      | 1950      | II/P    | 26       | [ 7 ] [ 6 ] |
| Klix                                         | Kirche Klix (Lage)                                              |      | Hermann Eule, Bautzen, Opus 59               | 1894      | II/P    | 23       | → Orgel |
| Malschwitz                                   | Kirche Malschwitz (Lage)                                        |      | Hermann Eule, Bautzen, Opus 60               | 1894      | II/P    | 20       | → Orgel bzw. hier |
| Kleinbautzen                                 | Kirche Kleinbautzen (Lage)                                      |      | Hermann Eule, Bautzen, Opus 39               | 1887      | II/P    | 12       | → Orgel |
| Purschwitz                                   | Kirche Purschwitz (Lage)                                        |      | Leopold Kohl, Bautzen                        | 1859      | II/P    | 17       | → Orgel |
| Baruth                                       | Kirche Baruth (Lage)                                            |      | Hermann Eule, Bautzen Opus 17                | 1875      | II/P    | 19       | [ 6 ] |
| Weißenberg                                   | Kirche Weißenberg (Lage)                                        |      | Eule, Bautzen, Opus 232                      | 1941      | II/P    | 21       | [ 6 ] |
| Kotitz, OT von Weißenberg                    | Kirche Kotitz (Lage)                                            |      | Hermann Eule, Bautzen, Opus 121              | 1909      | II/P    | 9        | [ 6 ] |
| Gröditz                                      | Kirche Gröditz (Lage)                                           |      | Hermann Eule, Bautzen, Opus 13               | 1877      | II/P    | 19       | [ 6 ] |
| Nostitz                                      | Kirche Nostitz (Lage)                                           |      | Hermann Eule, Bautzen, Opus 147              | 1915      | II/P    | 21       | → Orgel |
| Hochkirch                                    | Kirche Hochkirch (Lage)                                         |      | Hermann Eule, Bautzen, Opus 48               | 1890      | II/P    | 34       | → Orgel |
| Medingen                                     | Kirche Medingen (Lage)                                          |      | Leopold Kohl, Bautzen                        | 1865      | I/P     | 9        | [ 6 ] |
| Ottendorf-Okrilla, OT Ottendorf              | Vier-Evangelisten-Kirche Ottendorf-Okrilla (Lage)               |      | Johannes Jahn, Dresden                       | 1928      | II/P    | 27       | [ 6 ] |
| Grünberg                                     | Kirche (Lage)                                                   |      | Jehmlich, Dresden                            | 1895      | II/P    | 12       | [ 6 ] |
| Seifersdorf                                  | Sieben-Ritter-Kirche (Lage)                                     |      | Hermann Eule, Bautzen, Opus 56               | 1892      | II/P    | 13       | [ 6 ] |
| Lomnitz                                      | Kirche Lomnitz (Lage)                                           |      | Jehmlich, Dresden                            | 1916      | II/P    | 18       | Orgel sowie ein Orgelpositiv (Eule, 1989) |
| Wachau (Sachsen)                             | Kirche Wachau (Lage)                                            |      | Hermann Eule, Bautzen, Opus 137              | 1912      | II/P    | 22       | [ 6 ] |
| Kleinwachau, OT von Liegau-Augustusbad       | Anstaltskirche Kleinwachau (Lage)                               |      | Hermann Eule, Bautzen, Opus 302              | 1959      | II/P    | 11       | erbaut als Hausorgel; seit 1998 in Kleinwachau sowie ein Orgelpositiv (Schuster, um 1950) → Orgel bzw. hier |
| Radeberg                                     | Stadtkirche Radeberg (Lage)                                     |      | Hermann Eule, Opus 458                       | 1975      | II/P    | 27       | 2005 restauriert → Orgel bzw. hier |
| Radeberg                                     | Stadtkirche Radeberg                                            |      | Georg Wünning, Großolbersdorf                | 1990      | I/P     | 6        | → Chororgel |
| Großerkmannsdorf                             | Kirche Großerkmannsdorf (Lage)                                  |      | Jehmlich, Dresden                            | 1901      | II/P    | 20       | [ 6 ] |
| Kleinwolmsdorf                               | Dorfkirche Kleinwolmsdorf (Lage)                                |      | Hermann Eule, Bautzen, Opus 71               | 1898      | II/P    | 15       | 2010 Generalüberholung → Orgel |
| Wallroda                                     | Dorfkirche Wallroda (Lage)                                      |      | Eduard Berger, Dresden                       | 1902      | I/P     | 9        | zuvor stand hier eine Silbermann-Orgel von 1734, die sich jetzt im Bremer Dom befindet |
| Arnsdorf                                     | Kirche Arnsdorf (Lage)                                          |      | Hermann Eule, Bautzen, Opus 176              | 1930      | II      | 13       | 2002 generalüberholt |
| Arnsdorf                                     | Anstaltskirche Arnsdorf (Lage)                                  |      | Jehmlich, Dresden                            | 1913      | II/P    | 20       | Orgel 1945 zerstört, bis 1998 Harmonium, jetzt elektronische Orgel |
| Fischbach                                    | Kirche Fischbach (Lage)                                         |      | Carl August Schröter, Pirna                  | 1849      | I/P     | 9        | [ 6 ] |
| Seeligstadt                                  | Martin-Luther-Kirche Seeligstadt (Lage)                         |      | Jehmlich, Dresden                            | 1935      | II/P    | 11       | [ 6 ] |
| Leppersdorf                                  | Kirche Leppersdorf (Lage)                                       |      | Hermann Eule, Bautzen, Opus 557              | 1990      | I/P     | 9        | [ 6 ] |
| Kleinröhrsdorf                               | Dorfkirche Kleinröhrsdorf (Lage)                                |      | Bruno Kircheisen, Dresden                    | 1901      | II/P    | 12       | 1980 Restaurierung durch Johannes Schubert (Dresden), 2007 Generalüberholung durch Ekkehart Groß (Kubschütz) → Orgel |
| Großröhrsdorf                                | Kirche Großröhrsdorf (Lage)                                     |      | Schuster, Zittau                             | 1904      | III/P   | 48       | 1936 Umbau durch die Fa. Eule Bautzen, 2023 durch Brand zerstört |
| Großnaundorf                                 | Kirche Großnaundorf (Lage)                                      |      | Carl August Schröter, Pirna                  | 1851      | II/P    | 17       | [ 6 ] |
| Lichtenberg                                  | Kirche Lichtenberg (Lage)                                       |      | Hermann Eule, Bautzen, Opus 110              | 1907      | II/P    | 23       | [ 6 ] |
| Friedersdorf, OT von Pulsnitz                | Gemeindesaal Friedersdorf (Lage)                                |      | Hermann Eule, Bautzen, Opus 449              | 1975      | I       | 5        | Orgelpositiv |
| Pulsnitz                                     | St. Nicolai (Lage)                                              |      | Julius Jahn & Sohn, Dresden                  | 1912      | III/P   | 37       | Orgel im Rokokoprospekt von 1780 von Johann Christian Pfützner (Pulsnitz), 1988/1989 Generalüberholung und Dispositionsänderung durch die Fa. Siegfried Creuz (Nenntmannsdorf), 2018 Generalüberholung durch die Fa. Ekkehart Groß (Kubschütz-Waditz) |
| Pulsnitz                                     | Michaeliskapelle (Lage)                                         |      | Hermann Eule, Bautzen, Opus 131              | 1935      | I       |          | Orgelpositiv |
| Ohorn                                        | Kirchlehn Ohorn (Lage)                                          |      | Hermann Eule, Bautzen, Opus 358              | 1965      | I/P     | 6        | [ 6 ] |
| Bretnig                                      | Kirche Bretnig (Lage)                                           |      | Hermann Eule, Bautzen, Opus 97               | 1903      | II/P    | 25       | [ 6 ] |
| Hauswalde                                    | Dorfkirche Hauswalde (Lage)                                     |      | Heinrich Flügel, Bautzen                     | 1842      | I/P     | 14       | [ 6 ] |
| Schmiedefeld                                 | Michaeliskirche Schmiedefeld (Lage)                             |      | Christian Gottfried Herbrig, Ottendorf       | 1821      | I/P     | 13       | Herbrig-Orgel, 1889 durch Hermann Eule (Bautzen) repariert, 1979 und 2008 Instandsetzung durch die Firma Eule → Orgel bzw. hier |
| Bühlau, OT von Großharthau                   | Kirche Bühlau (Lage)                                            |      | Hermann Eule, Bautzen, Opus 106              | 1905/06   | II/P    | 13       | [ 6 ] |
| Großdrebnitz                                 | Martinskirche (Lage)                                            |      | Christian Gottfried Herbrig, Ottendorf       | 1828      | I/P     | 11       | Herbrig-Orgel, 1938 Erneuerung durch die Orgelbaufirma Eule (Bautzen), 1955, 1986 und 2006 weitere Instandsetzungsarbeiten → Orgel bzw. hier |
| Goldbach                                     | Marienkirche Goldbach (Lage)                                    |      | Hermann Eule, Bautzen, Opus 116              | 1908      | II/P    | 18       | 1908 erweiterter Neubau, einige Register der alten Orgel von Zacharias Hildebrandt (um 1756) übernommen |
| Frankenthal                                  | Kirche Frankenthal (Lage)                                       |      | Carl August Schröter, Pirna                  | 1853      | II/P    | 16       | [ 6 ] |
| Rammenau                                     | Kirche Rammenau (Lage)                                          |      | Hermann Eule, Bautzen, Opus 24               | 1882      | II/P    | 18       | [ 6 ] |
| Bischofswerda                                | Christuskirche (Lage)                                           |      | Hermann Eule, Bautzen, Opus 14               | 1879      |         | 46       | Orgel mit 3224 Pfeifen |
| Bischofswerda                                | Kreuzkirche (Lage)                                              |      | Schuster & Sohn, Zittau                      | 1940      | I/P     | 9        | [ 6 ] |
| Bischofswerda                                | Goethe-Gymnasium Bischofswerda, Aula (Lage)                     |      | Hermann Eule, Bautzen, Opus 135              | 1912      | II/P    | 22       | Orgel im ehem. Lehrerseminar, 1989 und 2014 Generalüberholung durch die Firma Eule → Orgel |
| Demitz-Thumitz                               | Christuskirche Demitz-Thumitz (Lage)                            |      | Schuster & Sohn, Zittau                      | 1955      | II/P    | 14       | [ 7 ] [ 6 ] |
| Pohla, OT von Demitz-Thumitz                 | Kirche Pohla (Lage)                                             |      | Christian Gottfried Herbrig, Langenwolmsdorf | 1839      | II/P    | 13       | urspr. Herbrig-Orgel (1839), 1964 Umdisponierung durch die Orgelbaufirma Eule (Bautzen), um 1995 Überholung durch Groß & Soldan (Waditz) → Orgel |
| Burkau                                       | Marienkirche Burkau (Lage)                                      |      | Hermann Eule, Bautzen, Opus 73               | 1898      | II/P    | 25       | sowie ein Orgelpositiv von Schmeisser (1970) |
| Uhyst am Taucher                             | St. Peter und Paul Uhyst am Taucher (Autobahnkirche) (Lage)     |      | Urban Kreutzbach, Opus 49                    | 1856      | II/P    | 22       | → Orgel |
| Gaußig                                       | Kirche Gaußig (Lage)                                            |      | Hermann Eule, Bautzen, Opus 2                | 1874      | II/P    | 23       | → Orgel |
| Gaußig                                       | Kirche Gaußig                                                   |      | Hermann Eule, Bautzen, Opus 428              | 1972      | II/PI   | 3        | Orgelpositiv |
| Putzkau                                      | Marienkirche (Lage)                                             |      | Schuster & Sohn, Zittau                      | 1938      | II/P    | 22       | 2007 restauriert |
| Schmölln                                     | St. Johanneskirche Schmölln (Lage)                              |      | Hermann Eule, Bautzen, Opus 92               | 1902      | II/P    | 16       | [ 6 ] |
| Neukirch/Lausitz                             | Evangelisch-lutherische Kirche in Neukirch/Lausitz (Lage)       |      | Hermann Eule, Bautzen, Opus 1                | 1873      | II/P    | 22       | 1942 Umbau und Erweiterung → Orgel |
| Großpostwitz                                 | Kirche Großpostwitz (Lage)                                      |      | Urban Kreutzbach, Borna                      | 1857      | II/P    | 32       | 1893, 1932, 1951 und 1980 Renovierungen → Orgel bzw. → hier |
| Cunewalde                                    | Dorfkirche Cunewalde (Lage)                                     |      | Christian Friedrich Reiß, Neugersdorf        | 1837–1840 | III/P   | 36       | Orgel mit 2229 Pfeifen, 1979 Generalüberholung durch die Firma Eule (Bautzen)→ Orgel bzw. hier |
| Cunewalde                                    | Ev.-luth. Pfarramt Cunewalde                                    |      | Schuster & Sohn, Zittau                      | um 1960   | I/P     | 5        | → Chororgel |
| Wilthen                                      | Kirche Wilthen (Lage)                                           |      | Hermann Eule, Bautzen, Opus 94               | 1902      | II/P    | 35       | [ 6 ] |
| Kirschau                                     | Johanneskirche Kirschau (Lage)                                  |      | Jehmlich, Dresden                            | 1923/24   | II/P    | 24       | → Orgel |
| Schirgiswalde                                | Michaeliskirche Schirgiswalde (Lage)                            |      | Hermann Eule, Bautzen, Opus 68               | 1896      | II/P    | 15       | 2015 restauriert |
| Schirgiswalde                                | Kirche Mariä Himmelfahrt (Lage)                                 |      | Hermann Eule, Bautzen, Opus 440              | 1975      | III/P   | 31       | 2010 generalüberholt → Orgel |
| Crostau                                      | Kirche Crostau (Lage)                                           |      | Gottfried Silbermann, Freiberg               | 1730–1732 | II/P    | 20       | 1980/82 Umbau auf den Zustand von 1839, 2016 Restaurierung durch Eule (Bautzen) → Orgel bzw. hier |
| Crostau                                      | Kirche Crostau                                                  |      | Johannes Rohlf, Opus 206                     | 2019      | I       | 4        | Truhenorgel nach Gottlieb Näser (1734) → Truhenorgel bzw. hier |
| Steinigtwolmsdorf                            | Kirche Steinigtwolmsdorf (Lage)                                 |      | Schuster & Sohn, Zittau                      | 1947      | III/P   | 38       | [ 14 ] [ 6 ] |
| Wehrsdorf                                    | Trinitatiskirche Wehrsdorf (Lage)                               |      | Hermann Eule, Bautzen, Opus 61               | 1894      | II/P    | 24       | → Orgel |
| Sohland an der Spree                         | Kirche Sohland an der Spree (Lage)                              |      | Hermann Eule, Bautzen, Opus 80               | 1900      | II/P    | 27       | 1900 Ersatzneubau im Gehäuse der alten Orgel (1824) von Christian Herbig, 1998 generalüberholt |
| Sohland an der Spree                         | Kirche Sohland                                                  |      | Hermann Eule, Bautzen, Opus 514              | 1982      | I       | 4        | Orgelpositiv |
| Taubenheim/Spree                             | Kirche Taubenheim (Lage)                                        |      | Leopold Kohl, Bautzen                        | 1868      | II/P    | 20       | [ 6 ] |